# Марианский пёстрый голубь
Марианский пёстрый голубь (лат. Ptilinopus roseicapilla) — вид птиц рода пёстрых голубей (Ptilinopus) из семейства голубиных (Columbidae). Эндемик Гуама и Северных Марианских Островов в Тихом океане.

## Описание и биология
Марианский пёстрый голубь — небольшой зелёный голубь длиной до 24 см. У птицы красный лоб, сероватые голова, спина и грудь и жёлтые пятна на брюхе и подхвостье.
Самка откладывает единственное белое яйцо. За яйцом и вылупившимся цыплёнком ухаживают оба родителя. Рацион голубей состоит в основном из фруктов.

## Ареал
Ареал вида ограничен Гуамом и Северными Марианскими Островами, однако он исчез на Гуаме в результате появления инвазивной змеи коричневой бойги.

## Символ Северных Марианских островов
В культурном отношении марианский пёстрый голубь является очень важным символом региона. Этот вид является официальной птицей Северных Марианских Островов.

## Охранный статус
Вид находится на грани исчезновения из-за потери среды обитания на всем его ареале. Большую угрозу для вида представляет случайная интродукция коричневой бойги на Гуам во время Второй мировой войны. Змеи истребили местные популяции птиц острова, которые не привыкли к хищникам. На Гуаме они вымерли с 1984 года, а на других островах своего ареала марианский пёстрый голубь находится под большой угрозой исчезновения. Распространение змей на Северные Марианские острова может быть разрушительным. Несколько зоопарков начали программы разведения в неволе. В зоопарке Сент-Луиса в Сент-Луисе (Миссури, США), существует одна из самых успешных программ разведения в неволе. Программа началась в 1993 году.
Из-за продолжающейся утраты среды обитания, ограниченного ареала, небольшого размера популяции и инвазивных чужеродных видов марианский пёстрый голубь классифицируется как Близки к уязвимому положению в Красном списке угрожаемых видов МСОП .

## Галерея

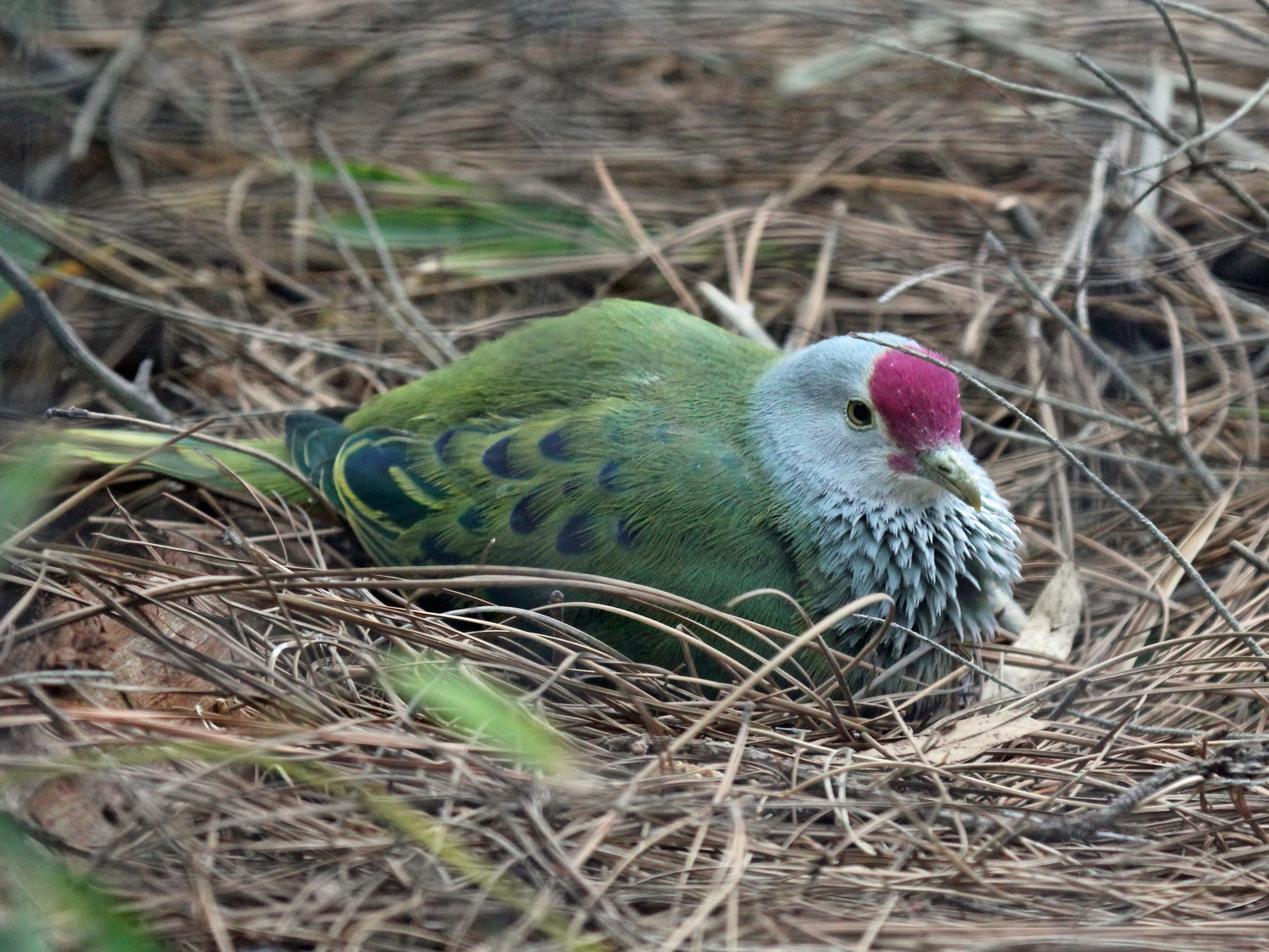
В зоопарке Сан-Диего
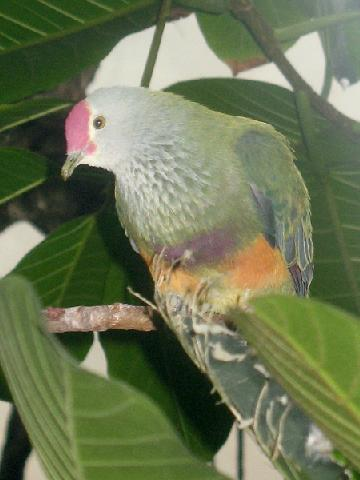
В зоопарке Бронкса
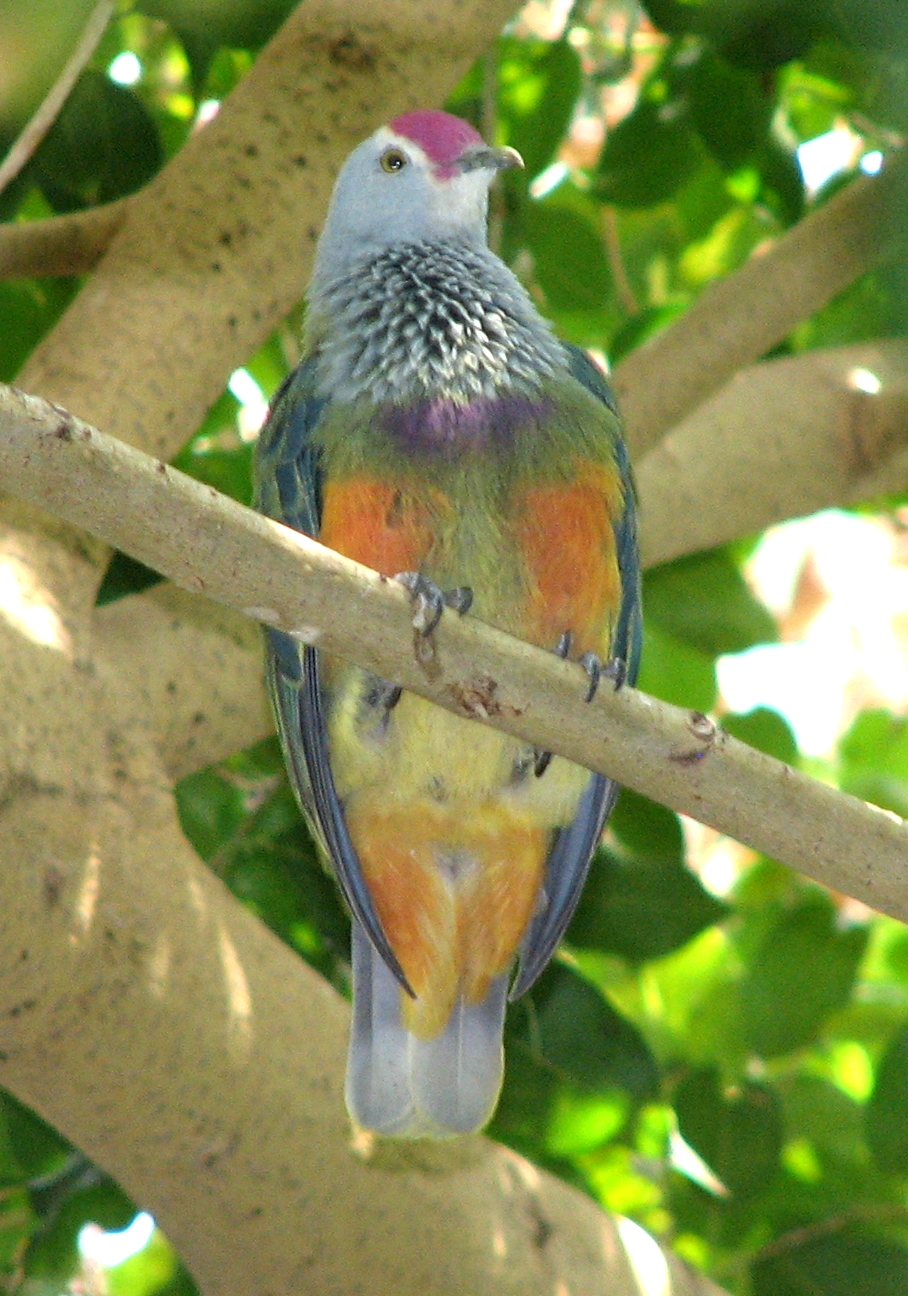
В зоопарке Луисвилла